# Гордонсвил (Тенеси)
Гордонсвил (енгл. Gordonsville) град је у америчкој савезној држави Тенеси.

## Демографија
По попису из 2010. године број становника је 1.213, што је 147 (13,8%) становника више него 2000. године.
| Група             | 2000.         | 2010.         |
| Белци             | 1.008 (94,6%) | 1.147 (94,6%) |
| Афроамериканци    | 41 (3,8%)     | 22 (1,8%)     |
| Азијати           | 2 (0,2%)      | 10 (0,8%)     |
| Хиспаноамериканци | 6 (0,6%)      | 21 (1,7%)     |
| Укупно            | 1.066         | 1.213         |